# Манастир Дафни
Манастир Дафни (грч. Δαφνί) или Дафнион (грч. Δάφνιον) је православни манастир из 6. века. Налази се 11 км севернозапоадно од Атине, поред истоимене шуме на путу који води до старогрчког светишта Елеусина.
1990. године уписан је на УНЕСКО-в попис места светске баштине у Европи.

## Историја
Манастир Дафни је основан почетком 6. века.
1205. године манастир су похарали крсташи у свом походу. Француски монаси су обновили егзонартекс, изградили су зидине око манастира и многе друге надоградње, све док их Турци нису протерали 1458. године, када је обновљена православна управа.
Након што је манастир почео пропадати, Османске власти су га затвориле 1821. године, и био је затворен све до 1888. када је отпочела његова обнова.
Након што је уписан као УНЕСКО-в попис светске баштине 1990. године, задесио га је страшан земљотрес 1999. године, тако да је још увијек затворен ради опсежне обнове.
Главна црква је важан споменик византијске архитектуре 11. века. Има основу уписаног грчког крста с октогоналним високим тамбуром који носи полулоптасту куполу. Унутра се налазе најбоље сачувани мозаици из раздобља византијске династије Комнина (око 1100). Најбоље их представља славни мозаик Христа Пантократора у унутрашњости куполе, или "Анђео пред св. Јоакимом".